# Ferruccio Tempesti
Ferruccio Tempesti (Pisa, 12 gennaio 1912 – Leopoli, 11 febbraio 1943) è stato un militare italiano decorato con medaglia d'oro al valor militare alla memoria nel corso della seconda guerra mondiale.

## Biografia
Nacque a Pisa il 12 gennaio 1912, figlio di Alfredo e Irma Paoletti.  Arruolatosi volontario nel Regio Esercito all'età di diciassette anni, frequentò la Scuola allievi sottufficiali di Modena nel 1929, e fu promosso sergente nel 2º Reggimento artiglieria alpina nel 1930 e sergente maggiore nel 1932. Ammesso in servizio permanente effettivo, dall'11 giugno 1940 prese parte alle operazioni militari svoltesi alla frontiera alpina occidentale contro la Francia e dal 15 novembre dello stesso anno a quelle svoltesi sul fronte greco-albanese. Rientrato in Italia il 15 luglio 1941, nel mese di dicembre dello stesso anno venne promosso maresciallo ordinario e fu assegnato alla maggiorità. Un anno dopo, nel luglio del 1942, partì per l'Unione Sovietica con il suo reparto inquadrato nella 2ª Divisione alpina "Tridentina" assegnata all'ARMIR. Durante la seconda battaglia difensiva del Don rimase ferito nel combattimento di Arnautowo il 26 gennaio 1943, decedendo presso l'ospedale di riserva n. 10 a Leopoli l'11 febbraio successivo.
Nel 1951 fu insignito della medaglia d'oro al valor militare alla memoria. Il gruppo dell'Associazione Nazionale Alpini di Pisa, e le sezioni di Pisa, Lucca e Livorno portano il suo nome. La città di Pisa gli ha intitolato una via.